# Gehalteteken

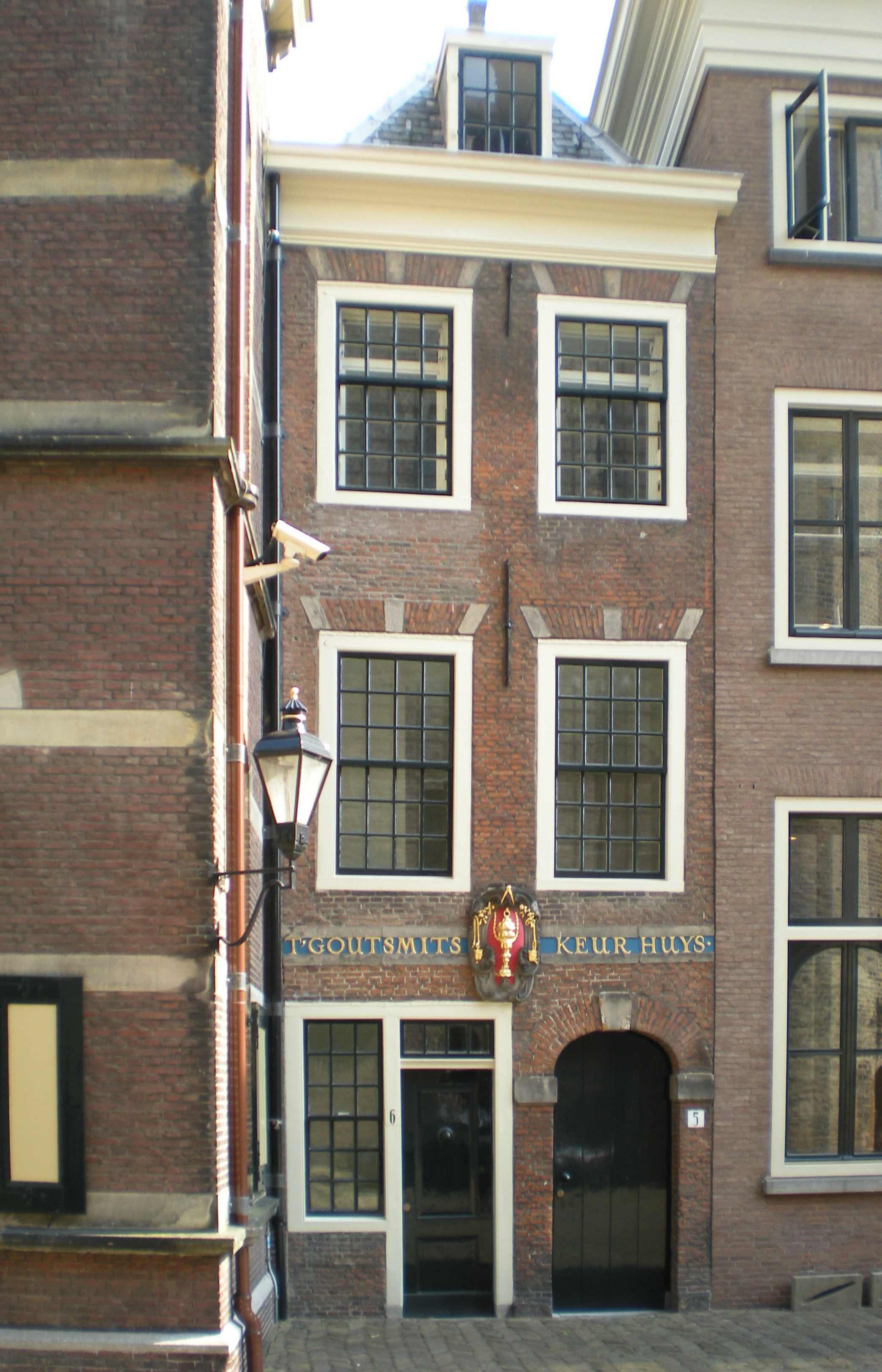
Keurhuys op het Binnenhof

Het gehalteteken is een keurteken (ook kortweg: keur, Engels: hallmark) op platina en goud- en zilverwerk als waarborg van het voorgeschreven gehalte edelmetaal. Gehaltetekens verschillen van land tot land en kennen ook binnen de nationale geschiedenis meerdere vormen. De keuren kunnen met laser zijn gegraveerd. Oudere en met de hand gesmede voorwerpen zijn gestempeld.

## Nederland
In 1798 kregen de geannexeerde Zuidelijke Nederlanden met de invoering van de Franse Waarborgwet voor het eerst uniforme gehaltetekens, bestaande uit een haan met een cijfer dat verwees naar het gehalte. In de Noordelijke Nederlanden kwam het uniforme gehalteteken in gebruik bij de keuring volgens de wetgeving van het Koninkrijk Holland (1806-1810). Het bestond uit een teken met een kroon en een teken met het cijfer 10.
De Nederlandse Waarborgwet stelt: Het gehalteteken is na een proef door een, door de overheid aangewezen waarborginstelling verleend.
De gehalten der platina, gouden en zilveren werken, welke door krachtens deze wet vastgestelde keurmerken worden gewaarborgd, zijn bepaald:
- voor platina werken op 950 duizendste, met dien verstande dat in platina alliages iridium als platina wordt beschouwd;
- voor gouden werken op 916, 833, 750 en 585 duizendste;
- voor zilveren werken op 925, 835 en 800 duizendste.[1]

Een goudlegering met een goudgehalte van:
- 916 duizendste noemt men 22 karaats goud, (91,6% goud en 8.4% ander metaal)
- 833 duizendste noemt men 20 karaat,
- 750 duizendste goud noemt men 18 karaat,
- 585 duizendste goud noemt men 14 karaat.

14 Karaat goud draagt (onder meer) een gehalteteken met een eikenblaadje of een ovaal waarin het nummer 585. 18-Karaats goud is (onder meer) gemerkt met een leeuw en 750 of met een tulp en daaronder: 750.
Een zilverlegering met een zilvergehalte van:
- 925 duizendste noemt men eerste gehalte (92,5% zilver en 7,5% koper of een ander metaal)
- 835 duizendste noemt men  tweede gehalte.
- 800 duizendste noemt men derde gehalte.

In Nederland bestaan de gehaltetekens voor zilver sinds 1814 onder meer uit: een staande leeuw in een schild met een 1 of I of: een lopende leeuw in een liggende zeskant met een 2 of II, of: een "oud" zwaardje, of (na 1953) een zwaardje waarin: "925" of "835", of: een boven en onder gebogen en deels gearceerd moderner vormpje met de letter Z, waarachter een I of ll.
De woorden nieuw zilver, oud zilver, Duits zilver, hotelzilver, muntzilver, djokjazilver of andere combinaties met het woord zilver zijn niet toegestaan voor voorwerpen van onedele metalen zoals alpaca of legeringen beneden het wettelijk zilvergehalte. De afkorting: bwg (beneden wettelijk gehalte) duidt op een lager zilvergehalte dan 800.
In de 21e eeuw kent Nederland twee door de overheid aangewezen waarborginstellingen: Waarborg Holland in Gouda en Edelmetaal Waarborg Nederland te Joure.

## België
In België bestonden de gehaltetekens uit een boomtak, een zwaard of bladerkransen met de cijfers 1 en 2 (1815-1832), een harp met het cijfer 1 of een januskop met het cijfer 2 (1832-1869), een gotische A met het cijfer 1 of 2 (1869-1942) of een bloem met het cijfer 1 of 2 (sinds 1942). In België zijn zilversmeden sinds 1869 alleen verplicht hun meesterteken af te slaan naast een ovaal merk met de letter A en het zilvergehalte in duizendste delen.
De Belgische waarborgwet stelt in 1987: de verkopers en de kopers van werken uit edel metaal mogen, wanneer zij het verlangen, aan de keuring en aan het merk van de keurmeester van de Regering de werken onderwerpen, die uit een van de volgende metalen vervaardigd zijn en een van de volgende minimumgehalten hebben:
- Voor goud: eerste gehalte: 833 duizendste; tweede gehalte: 750 duizendste; derde gehalte: 585 duizendste;
- Voor zilver: eerste gehalte: 925 duizendste; tweede gehalte: 835 duizendste;
- Voor platina: 950 duizendste.

Het gehalte van werken uit edel metaal wordt uitgedrukt in duizendsten en voorafgegaan door de symbolische letters: au (in kleine letters) voor goud, AG (in hoofdletters) voor zilver en PT of Pt voor platina.

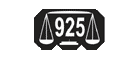
Common Control Mark voor zilver, eerste gehalte (Sterling)

## Internationaal
Keurtekens, die door een bevoegde waarborginstelling in een van de EU-landen zijn aangebracht, worden erkend binnen de gehele Europese Unie.
In overeenstemming met de Engelse wetgeving gebruikt men in meerdere landen voor juweliersartikelen, die bestaan uit een zilverlegering met een lager zilvergehalte dan "sterling" zilver" (925 duizendste of: "eerste gehalte") de term: white metal.
9 karaat goud, in Nederland beschouwd als bwgg (beneden wettelijk goud gehalte), is vaak gestempeld: 375 of 9.
Sinds 1973 beijvert de Zwitserse Hallmarking Convention zich, ten behoeve van de grensoverschrijdende handel, voor de verspreiding en het gebruik van internationaal gestandariseerde gehaltetekens. Sinds de erkenning in 1975 sloten de waarborginstellingen in 19 landen zich aan. Deze gehaltetekens, bekend als Common Control Mark (CCM), tonen het cijfer van het gehalte aan edelmetaal in duizenden, over een afbeelding van een weegschaal.